# Evaluación psicológica forense en individuos con Trastorno del Espectro Autista
La evaluación psicológica forense en individuos con Trastorno del Espectro Autista (TEA) tiene como objetivo determinar su capacidad para comprender la ilicitud de sus actos y su grado de control sobre su conducta. Las personas con TEA pueden tener dificultades para entender la gravedad de ciertos actos o las consecuencias sociales de sus acciones debido a su capacidad limitada para leer las señales sociales y emocionales de los demás.
Las personas con TEA pueden no comprender completamente las normas sociales, lo que influye en su capacidad para entender las consecuencias legales de sus acciones o para controlar sus comportamientos en situaciones de alta presión. La evaluación es fundamental para determinar la imputabilidad penal y proporcionar recomendaciones sobre tratamiento y rehabilitación en el ámbito penal cuando cometen un crimen.

## Instrumentos de Evaluación
- Entrevistas estructuradas adaptadas:
- Cuestionarios diseñados para evaluar las características cognitivas y sociales del individuo
- Pruebas neuropsicológicas:

Herramientas que evalúan funciones cognitivas y conductuales, como la teoría de la mente, la empatía y el control de impulsos.
- Pruebas de evaluación emocional:
- Cuestionarios y entrevistas diseñados para evaluar la capacidad del individuo para comprender y gestionar sus emociones y las emociones de los demás.

## Implicaciones Legales de la Evaluación en Casos de TEA en España
En el sistema legal español, la evaluación psicológica forense en personas con Trastorno del Espectro Autista (TEA) tiene importantes implicaciones tanto en el ámbito penal como en el civil. La Ley Española considera que, en determinadas circunstancias, una persona puede no ser responsable de sus actos debido a trastornos mentales o del desarrollo, lo que incluye el TEA.
El Código Penal Español establece en el artículo 20 las bases sobre la imputabilidad penal, indicando que una persona no es responsable penalmente si al momento de cometer el delito no tenía capacidad para entender la ilicitud de su conducta
La imputabilidad penal se evalúa en función de si el individuo con TEA comprende o no la ilicitud de sus actos y si puede actuar conforme a esa comprensión. Esto se analiza principalmente en el contexto de la responsabilidad penal

### Criterios legales
Test de M'Naghten: El Test de M'Naghten, utilizado en muchos sistemas judiciales, también se aplica en España para evaluar la imputabilidad. Este test examina si el acusado era capaz de comprender la ilicitud de su acción o si, debido a una enfermedad mental o trastorno, no podía distinguir entre lo correcto y lo incorrecto.En el caso de las personas con TEA, la evaluación debe tener en cuenta si la dificultad para interpretar las intenciones ajenas (teoría de la mente) y la falta de empatía.
Test de impulso irresistible: : evalúa si el acusado fue incapaz de controlar su comportamiento debido a una alteración en sus capacidades psicológicas. En personas con TEA, esta prueba se utiliza para determinar si el trastorno ha interferido con su capacidad para inhibir impulsos o comportamientos, particularmente cuando hay dificultades en la regulación emocional.

## Estudios Relevantes
The Journal of Autism and Developmental Disorders (2012)
Autism Research (2014)